# Maja Blagdan
Maja Blagdan (Split), 16 de maio de 1968-) é uma cantora pop croata.  
Ela começou a sua carreira musical na banda de rock  Stijene, em 1986. 
Mais tarde teve uma carreira a solo. O seu primeiro álbum a solo foi lançado em 1993. 
Ela representou a Croácia no Festival Eurovisão da Canção 1996 com a canção "Sveta ljubav" ("Amor sagrado") que terminou em quarto lugar, tendo recebido um total de 98 pontos. 